# مسجد بيكان سيريا
مسجد بيكان سيريا يقع المسجد في مدينة كوالا بلايت أحد مدن بروناي .

## البناء
تم بناء مسجد بيكان سيريا في عام 1953، على موقع أرض تبلغ مساحتها 2 فدان، واكتمل أعمال البناء في عام 1954، بتكلفة قدرها 250,000.00 دولار .

## الافتتاح
تم الانتهاء من الافتتاح الرسمي لمسجد بيكان سيريا بحضور حضرة مولانا السلطان عمر علي صفي الدين سعد الخيري وادين، وذلك في يوم الأحد الحادي والعشرين من شهر محرم من عام 1374 هـ، الموافق التاسع عشر من شهر سبتمبر من عام 1954 .

## التوسعة
نظرا لتزايد أعداد السكان والمصلين، فقد تم زيادة عدد المرات المؤدية للمسجد، والتي تم القيام بها بالإضافة لتجديد المسجد في الفترة بين عام 1970 وعام 1982، وأصبحت قدرة المسجد الاستيعابية 2,000 مصلي في وقت واحد، ومن بين التسهيلات المتاحة في المسجد هو وجود مكتبة تحوي العديد من الكتب وبالإضافة لوجود هيئات الكمال.